# کلودیو اسپینلی
کلودیو اسپینلی (انگلیسی: Claudio Spinelli؛ زادهٔ ۲۱ ژوئن ۱۹۹۷) بازیکن فوتبال اهل آرژانتین است.
از باشگاه‌هایی که در آن بازی کرده‌است می‌توان به باشگاه فوتبال اتلتیکو تیگره اشاره کرد.